# Robert Holmes (admiraal)
Robert Holmes (Mallow, ca. 1622 – 1692) was een Britse admiraal tijdens de Tweede Engelse Zeeoorlog en de Derde Engelse Zeeoorlog.
Van beide oorlogen wordt gezegd dat Holmes ze veroorzaakt heeft. Hij werd gouverneur van het eiland Wight, waar hij begraven ligt.
Hij wordt vooral herinnerd vanwege zijn rol bij het veroveren van een aantal Nederlandse bezittingen langs de Guineese kust in 1664) voor de Company of Royal Adventurers of England trading to Africa, en het zogeheten Holmes's Bonfire van 1666.
Holmes is het archetype van de ruziezoekende zeekapitein. Hij is bekend vanwege de beschrijvingen van Samuel Pepys, die ook verschillende keren ruzie met hem had. In de verschillende zeeslagen van die tijd bleek hij echter een effectieve commandant.

## Vroege leven
Holmes werd geboren in het Koninkrijk Ierland, als zoon van Henry Holmes. Hij maakte carrière als militair in de Engelse Burgeroorlog, waarbij hij vocht aan de zijde van de Royalisten. Toen die verloren, vluchtte hij in 1648 als lid van de Royalist Fleet. Hiermee vatte hij de kaapvaart op; toen de vloot deze activiteit opgaf, werd hij volgens een rapport van de regering van Oliver Cromwell, kaper voor Spanje. Eind jaren vijftig van de 17e eeuw vocht hij bij het keizerlijke leger in Duitsland. Na de Restoration werd hij beloond met een commando op het eiland Wight.

## Expeditie naar Afrika
De doelen van de tweede reis van Holmes naar de West-Afrikaanse kust zijn onduidelijk.
Hoewel hij later ervan werd beschuldigd zijn boekje ver te buiten gegaan te zijn bij het veroveren van Nederlandse forten en schepen, wordt er in bronnen ook gesproken over een spel dat daar gespeeld werd, kortom dat er sprake was van uitlokking van een nieuwe oorlog met de Nederlanders door het hoofd van de Royal African Company, de hertog van York, de latere Jacobus II van Engeland.
De reden dat hij later werd aangeklaagd, schijnt geweest te zijn dat hij iets te succesvol was, en dat hij op dat moment een handige zondebok was. Eind 1663 en begin 1664 veroverde hij schepen en nam het fort van Goeree in. Op 28 maart veroverde hij het schip Gouden Leeuw, een schip waar de Engelsen veel last van hadden, en dat inmiddels tot de Walcheren was verdoopt. Op 10 april veroverde hij kasteel Anta aan de Goudkust en verschillende andere Nederlandse bezittingen. In augustus werd Michiel Adriaenszoon de Ruyter in het geheim naar het gebied gestuurd om de veroveringen van Holmes weer ongedaan te maken. Daar slaagde deze grotendeels in.
De terugkeer van Holmes naar Engeland werd nogal overschaduwd: het was van de kant van de marine niet de bedoeling geweest zo openlijk de Nederlanders aan te vallen; omdat hij marineschepen had gebruikt moest het prijsgeld aan de kroon toevallen, en de opbrengst viel nogal tegen. Mede daardoor werd Holmes tweemaal in de Tower vastgezet en ondervraagd. De situatie klaarde voor hem op toen op 22 februari de verklaring uit de Republiek kwam, dat ze de geleden schade zouden verhalen op Britse schepen: iets dat door de Britten gemakshalve als een oorlogsverklaring werd opgevat.

## Tweede Engelse Zeeoorlog
Binnen een maand na zijn volledige pardon was Holmes weer op zee als kapitein. In het voorjaar van 1666 werd hij in de adelstand verheven en bevorderd tot schout-bij-nacht. Tijdens de Vierdaagse Zeeslag verrichtte hij volgens zijn tijdgenoten wonderen. De actie waaraan de naam Holmes verbonden blijft,  Holmes's Bonfire ofwel de Ramp van 1666, vond plaats op 19 en 20 augustus 1666 (volgens onze moderne tijdrekening; in de zogenaamde Oude Stijl die in Engeland gehanteerd werd: 9 en 10 augustus). Hij voerde in opdracht van de opperbevelhebbers, de admiraals Monck en prins Ruprecht, de aanval op de Nederlandse handelsvloot in de Vlie en op West-Terschelling uit. Hij overviel de grote groep van 170-180 koopvaarders en andere schepen in de Vlie met branders, en vernielde er meer dan 150 van. Daarna stak hij het dorp West-Terschelling ("the town of Brandaris") in brand. Het was de zwaarste slag die ooit werd toegebracht aan de Nederlandse koopvaardij binnen de territoriale wateren, en dit met slechts enkele slachtoffers aan eigen zijde. Aan Nederlandse zijde vielen minstens 2000 doden. Holmes werd hierbij geholpen door een Nederlandse verrader: kapitein Laurens van Heemskerck die ter dood veroordeeld was wegens betoonde lafheid in de Slag bij Lowestoft.
Holmes werd nu op handen gedragen. Hij werd benoemd tot gouverneur voor het leven van het eiland Wight.
De raid op Terschelling werd door de Staten-Generaal beantwoord met de Tocht naar Chatham.

## Derde Engelse Zeeoorlog
Een van de plannen om de Nederlanders tot een nieuwe oorlog uit te lokken was de benoeming – opnieuw – van Robert Holmes in Portsmouth. Hij kreeg daar het commando over een sterk smaldeel, met als vlaggenschip de St Michael met 90 stukken. Holmes begon onmiddellijk voorbereidingen te treffen om Nederlandse koopvaarders aan te vallen, vanuit Engelse havens onder buitenlandse vlag; maar toestemming van hogerhand bleef uit. Op 13 maart 1672 kreeg hij eindelijk toestemming om de terugkerende Smyrna vloot aan te vallen. Twee dagen vochten de Engelsen een ware zeeslag uit met de bewapende koopvaardijschepen en hun begeleiders, waarbij ze meer schade opliepen dan winst boekten. Er werden slechts zes schepen buitgemaakt, waarvan slechts één een waardevolle Smyrnakoopvaarder. Bij toeval passeerde het smaldeel van Sir Edward Spragge vlak voordat de strijd begon, op de terugweg van de Middellandse Zee, maar Spragge deed niet mee aan de strijd en werd daar door Holmes ook niet om gevraagd. Dit leidde later tot veel onderlinge roddel en wantrouwen. Enkele dagen later werd de oorlog verklaard en werden de vlaggen uitgedeeld (nieuwe bevelhebbers benoemd). Holmes was niet bij de benoemde admiraals, tot zijn groot ongenoegen.

## Gouverneur van Wight
Na nog vele actieve jaren in de politiek en op zee stierf Holmes op 18 november 1692. Hij liet één natuurlijke dochter na: Mary (geboren 1678, moeder onbekend).
Volgens enkele bronnen was haar moeder Grace Hooke, nicht van de bekende natuurkundige Robert Hooke.